# Каневецкий
Каневе́цкий — хутор Бжедуховского сельского поселения в Белореченском районе Краснодарского края.

## География
Хутор находится в западной (равнинной) части Белореченского района, на левом берегу реки Пшиш (приток Кубани), в 20 км к западу от города Белореченск, где расположена ближайшая железнодорожная станция. Ниже по течению Пшиша находится станица Бжедуховская, выше — хутор Новогурийский.

### Улицы
- ул. Заречная,
- ул. Зеленая[2].

## История
Заселение  этих мест казаками и иногородними крестьянами началось во второй половине XIX века (в 1852 году построено Белореченское укрепление). В 1863 году была создана Пшишская кордонная линия. Из казачьих поселений в Закубанье формировались полки, занимавшие определенную территорию, — здесь находился 24-й полк (полковое правление – станица Пшехская). В 1869 году образован Майкопский уезд в составе Кубанской области. 27 января 1876 года — Закубанский уезд. С 1888 года хутор входил в состав Бжедуховской волости (Майкопский отдел) Кубанской области (с 1920 года по 1924 год в составе Кубано-Черноморской области). С 1924 года в Бжедуховском сельсовете Белореченского района Майкопского округа Юго-Восточной области (затем, с 1934 года в подчинении Азово-Черноморского края (с 1937 года — в Краснодарском крае). В хуторе зарегистрировано в 2008 году 75 избирателей. С 1993 года Каневецкий — в Бжедуховском сельском округе. С 2006 года — в Бжедуховском сельском поселении.

## Население
| 2002 | 2010 |
| ---- | ---- |
| 106  | ↘100 |

По данным переписи 2002 года в национальной структуре населения хутора преобладают русские (92 %).

## Известные уроженцы, жители
На хуторе родился советский партийный деятель Анатолий Власенко.

### Топографические карты
- Хутор Каневецкий на Wikimapia
- Каневецкий. Публичная кадастровая карта